# Katarzyna Pasternak
Katarzyna Pasternak (ur. 12 września 1987) – polska judoczka.
Była zawodniczka UKJ AszWoj Warszawa (2000-2007), WKS Gwardia Warszawa (2008-2009). Srebrna medalistka zawodów Pucharu Europy juniorek w 2005. Dwukrotna brązowa medalistka mistrzostw Polski seniorek w kategorii do 52 kg (2006, 2008). Ponadto m.in. młodzieżowa mistrzyni Polski 2008 oraz mistrzyni Polski juniorek 2006.